# Simon Faddoul
Simon Faddoul (arab. سيمون فضول, ur. 7 stycznia 1958 w Dik El Mehdi) – libański duchowny maronicki, eparcha w Ibadanie od 2018.

## Życiorys

### Prezbiterat
9 sierpnia 1987 otrzymał święcenia kapłańskie i został inkardynowany do archieparchii Antiljas. Pracował głównie jako duszpasterz parafialny. W 2010 mianowany przewodniczącym libańskiej Caritas.
13 stycznia 2014 otrzymał nominację na egzarchę apostolskiego Afryki Zachodniej i Środkowej.

### Episkopat
28 lutego 2018 papież Franciszek mianował go pierwszym eparchą powstałej z terenu egzarchatu eparchii Zwiastowania Najświętszej Maryi Panny w Ibadanie. Sakry biskupiej udzielił mu 7 kwietnia 2018 maronicki patriarcha Antiochii - kardynał Béchara Boutros Raï.